# Лебяжье (Володарский район)
Лебяжье — село в Володарском районе Астраханской области России. Входит в состав Калининского сельсовета.

## География
Село находится в юго-восточной части Астраханской области, на правом берегу протоки Бузан дельты реки Волги, на расстоянии примерно 14 километров (по прямой) к востоку от посёлка Володарский, административного центра района. Абсолютная высота 26 метров ниже уровня моря.
Климат умеренный, резко континентальный. Характеризуется высокими температурами летом и низкими — зимой, малым количеством осадков, а также большими годовыми и летними суточными амплитудами температуры воздуха.

## Население
| 2002 | 2010 |
| ---- | ---- |
| 315  | ↘290 |

Половой состав
По данным Всероссийской переписи населения 2010 года в гендерной структуре населения мужчины составляли 51,4 %, женщины — соответственно 48,6 %.
Национальный состав
Согласно результатам переписи 2002 года, в национальной структуре населения казахи составляли 98 %.
| Национальность | Численность (2010) | Процент |
| -------------- | ------------------ | ------- |
| Казахи         | 279                | 95,5%   |
| Кумыки         | 6                  | 2,1%    |
| Татары         | 4                  | 1,4%    |
| Русские        | 3                  | 1%      |
| Всего          | 292                | 100%    |

## Улицы
Уличная сеть села состоит из двух улиц:
- ул. Бакушина
- ул. Бузанская